# Jean-Louis Cohen
Jean-Louis Cohen (París, 13 de julio de 1949-7 de agosto de 2023) fue un historiador de la arquitectura y arquitecto francés, profesor en el Instituto Francés de Urbanismo de la Universidad de París 8 y el Institute of Fine Arts de la Universidad de Nueva York.

## Biografía
Cohen ha sido comisario del Pabellón francés de la 14.ª Muestra Internacional de Arquitectura de la Bienal de Venecia (2014) y también ha comisariado exposiciones en los museos europeos y americanos más importantes, incluyendo Le Corbusier: An Atlas of Modern Landscapes (2013) y The Lost Vanguard, en el MoMA neoyorquino (2007); Scenes of the World to Come (1995) y Architecture in Uniform (2011) en el Canadian Center for Architecture; Paris-Moscú (1979) y L'aventure Le Corbusier (1987) en el Centro Georges Pompidou, entre otros.
Ha publicado numerosos libros sobre la arquitectura del siglo XX, destacando:
- Le Corbusier: an Atlas of Modern Landscapes (2013)
- The Future of Architecture. Since 1889 (2012)
- Architecture in Uniform; Designing and Building for WWII (2011)
- Liquid Stone, New Architecture in Concrete (2006)
- Le Corbusier, la planète comme obra (2005)
- Les Années 30, l'architecture et les arts de l'espace entre industrie et nostalgie (1997)
- Scenes of the World to Come; European Architecture and the American Challenge 1893-1960 (1995)
- Mies van der Rohe (1994)
- Americanisme et modernité, l’ideal americain dans l’architecture (1993, con Hubert Damisch)
- Des fortifs au perif. Paris: les seuils de la ville (1992, con André Lortie)
- Le Corbusier and the Mystique of the USSR, Theories and Projects for Moscow (1928-1936) (1992)